# 高木亮
高木 亮（たかぎ りょう、 1979年11月19日 - ）は、日本の俳優。岐阜県出身。身長175cm。趣味はギター、英会話。特技はスノーボード。劇団エンターテイメントファクトリーフルメジャーのリーダー。
2011年9月に自身のブログにて引退を発表。

## 出演作品

### ドラマ
- 中学生日記（NHK)

### 映画
- 秘メ煙
- クライマーズ・ハイ（2008年）
- 秋葉原の休日(2011年)

### テレビ
- カスペ!お客様は王様かよ!（フジテレビ)

### 舞台
- のび太
- Cherry
- 小春よ、来い（2006年）
- ストレンジャーズ（2007年）
- Place（2007年）
- リベンジ（2008年）
- マネーロック（2009年）
- 伍〜five〜（2009年）
- life（2010年）
- 神奈川演劇博覧会出品作品　マカロニ（2010年）
- ハコモノ（2010年）
- 蒼空〜空、どこまでも蒼く〜（2011年）
- ReversePlayGround（2011年）